# Cyrkuł krakowski
Cyrkuł krakowski (niem. Krakauer Kreis) – jednostka administracyjna Cesarstwa Austrii z siedzibą w Krakowie, istniejąca w dwóch odsłonach:
- 1796–1809 (1796–1803 w Nowej Galicji, 1803–1809 w Królestwie Galicji i Lodomerii),
- 1846–1850 i 1854–1865 (w Królestwie Galicji i Lodomerii).

Powstał zasadniczo na ziemiach zagarniętych przez Austrię wskutek III rozbioru Polski. Jednak jego prawobrzeżna część w rejonie Podgórza należała do Austrii już od I rozbioru w 1772 roku (vide cyrkuł wielicki i cyrkuł myślenicki). Także lewobrzeżny Kazimierz należał przez cztery lata (1772–1776) do Austrii, gdzie był nawet siedzibą cyrkułu wielickiego; został jednak ma mocy porozumienia z 9 lutego 1776 roku, zwrócony Polsce.

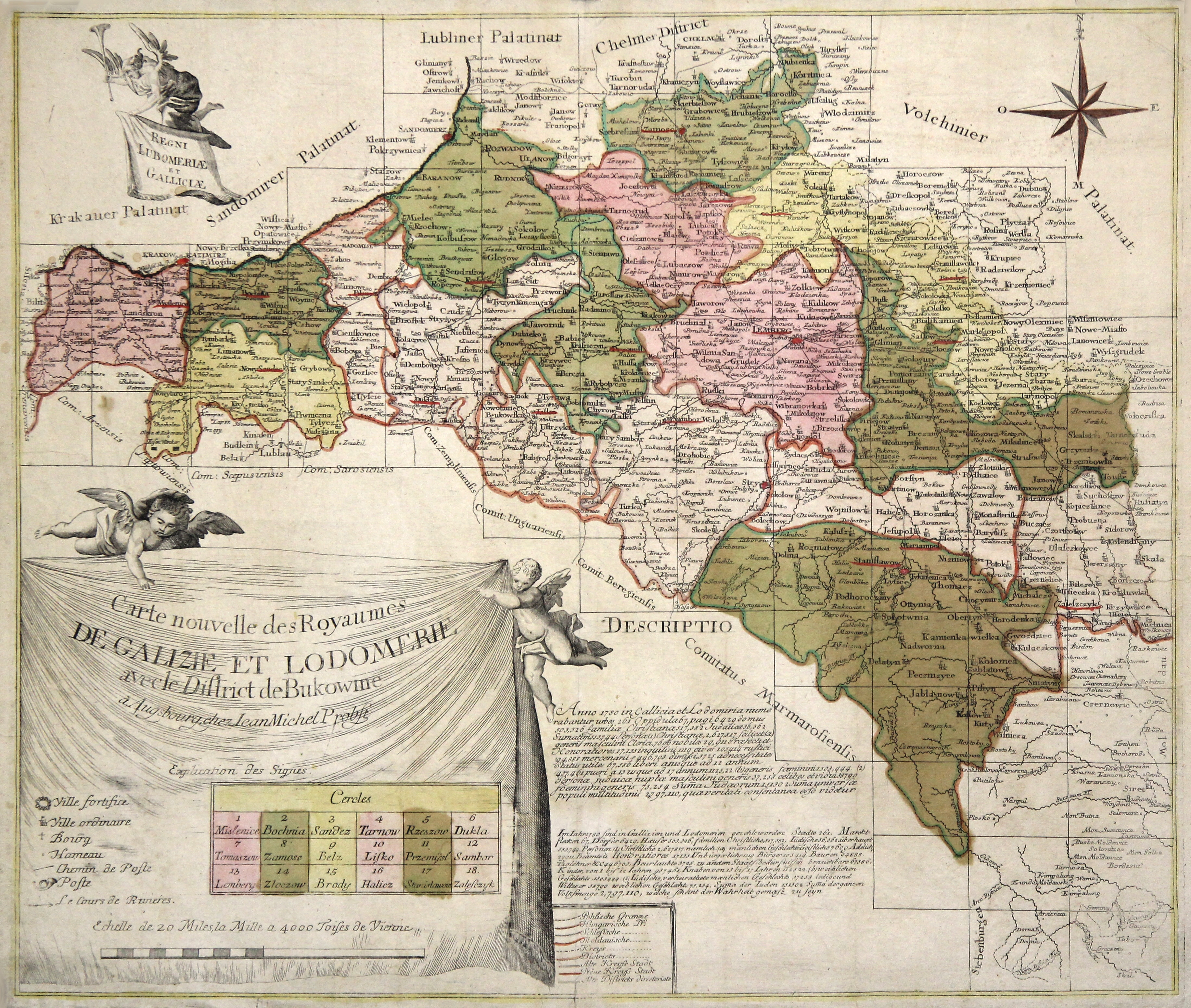
Projekt nowego podziału Galicji na cyrkuły (1780)

## Pierwsza odsłona (1796–1809)

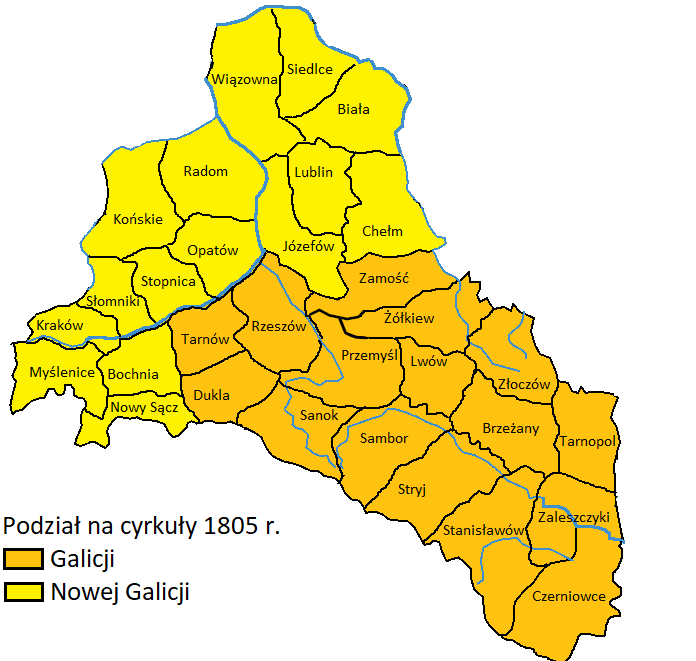
Cyrkuł krakowski w odsłonie z lat 1802–1803 (nie 1805, jak podaje mapa)

Cyrkuł krakowski był jednym z 12 cyrkułów Nowej Galicji, podporządkowanych Zachodnio-Galicyjskiej Nadwornej Komisji Urządzającej, a od 1797 Gubernium Krajowemu dla Galicji Zachodniej w Krakowie. W jego skład wszedł fragment prawobrzeżnych terenów nadwiślańskich z Podgórzem, należący do Austrii już od I rozbioru.
- Miasta (1800): Chrzanów, Kazimierz, Kraków, Podgórze;
- Miasteczka (1800): Alwernia, Nowa Góra[3][4].

Na podstawie dekretu cesarza Franciszka II z 13 maja 1803, z dniem 1 listopada 1803 Nowa Galicja została podporządkowana  Gubernium Galicji we Lwowie. Wtedy też dokonano zmniejszenia liczby cyrkułów o połowę łącząc ze sobą sąsiednie cyrkuły. Każdy cyrkuł był podzielony na trzy okręgi. Zniesiony cyrkuł krakowski wszedł wtedy (wraz ze zniesionym dotychczasowym cyrkułem słomnickim) w skład nowego cyrkułu krakowskiego. Został podzielony na okręgi Kraków, Olkusz i Żarnowiec.
Po reformie w 1803, nowy cyrkuł krakowski był jednym z 6 cyrkułów Nowej Galicji, podległych Gubernium Galicji we Lwowie.
14 października 1809, na mocy pokoju w Schönbrunnie, wraz z większością Nowej Galicji włączony do Księstwa Warszawskiego i wkrótce zlikwidowany na mocy dekretu królewskiego z dnia 17 kwietnia 1810, w wykonaniu wcześniejszego dekretu z 24 lutego 1810 dotyczącego rozciągnięcia Konstytucji i administracji Księstwa Warszawskiego na tereny dawnej Nowej Galicji przyłączonej do Księstwa Warszawskiego. Wszedł w skład departamentu krakowskiego.

## Druga odsłona (1846–1850 i 1854–1865)
Po upadku Księstwa Warszawskiego, obszar ten utworzył 18 października 1815 państwo Wolne Miasto Kraków, które było republiką konstytucyjną opartą na Kodeksie Napoleona i własnej konstytucji. W wyniku powstania krakowskiego, które ostatecznie położyło kres istnieniu tego państwa, tereny te zostały 16 listopada 1846 po raz drugi anektowane przez Austrię i wcielone w struktury Galicji jako cyrkuł krakowski (tym razem nie obejmujący już prawobrzeżnych terenów nadwiślańskich).

### Zniesienie cyrkułów w 1850 roku
Po wydarzeniach rewolucyjnych w latach 1848–1849, które wstrząsnęły Cesarstwem Austriackim, w 1850 roku przeprowadzono istotną reformę administracyjną mającą na celu usprawnienie zarządzania na obszarze Galicji i Lodomerii. W jej ramach cyrkuł czerniowiecki, dotychczas będący częścią Galicji, został wyodrębniony jako osobny kraj koronny. Pozostałe 19 cyrkułów zostało zniesionych i zastąpionych przez trzy okręgi rządowe: Kraków, Lwów i Stanisławów, które podzielono na 63 powiaty (niem. Bezirkshauptmannschaften). Powiaty z kolei były tworzone na podstawie nowych okręgów sądowych, od dwóch do czterech na powiat. Oznaczało to zarazem zniesienie cyrkułu krakowskiego, którego obszar podzielono na dwa Bezirkshauptmannschaften w składzie okręgu rządowego Kraków:
- Chrzanów – z okręgów sądowych: Chrzanów, Trzebinia i Krzeszowice,
- Kraków – z okręgów sądowych: Kraków I, Kraków II, Mogiła i Liszki.

### Reaktywacja cyrkułów (1854–1865)
Cyrkuł krakowski reaktywowano na mocy rozporządzenia z 24 kwietnia 1854, który przywrócił podział na cyrkuły, a które ugrupowano w dwa obszary administracyjne (niem. Verwaltungsgebiete) – Kraków i Lwów. Cyrkuł krakowski odtworzono w granicach dawnego Wolnego Miasta Kraków. Wszedł on w skład obszaru krakowskiego.
Równocześnie, w ramach reformy uwłaszczeniowej z okresu Wiosny Ludów (1848–1849), która likwidowała jurysdykcję właściciela ziemskiego nad poddanymi, dominium galicjskie – jako podstawowa jednostka administracyjna i filar systemu feudalnego straciło rację bytu. Konieczne stało się zatem wprowadzenie nowego systemu administracyjnego, którego zręby powstały w latach 1851–1855. Utworzono wtedy 179 małych powiatów (niem. Bezirke) i ponad 6000 gmin (niem. Gemeinde). Cyrkuł krakowski podzielono na pięć małych Bezirków oraz magistrat Kraków, podzielonych na 183 gminy:
| Bezirk            | Powierzchnia | Powierzchnia | Ludność | Ludność | Liczba gmin |
| Bezirk            | Mil²         | Km²          | Ogółem  | Os./km² | Liczba gmin |
| ----------------- | ------------ | ------------ | ------- | ------- | ----------- |
| Chrzanów          | 5,0          | 287,77       | 22.276  | 77,40   | 28          |
| Jaworzno          | 3,5          | 201,43       | 11.139  | 55,30   | 14          |
| Krakau, Magistrat | 0,2          | 11,51        | 40.633  | 3529,89 | 4           |
| Krzeszowice       | 5,0          | 287,75       | 23.626  | 82,10   | 45          |
| Liszki            | 4,1          | 235,96       | 24.362  | 103,26  | 44          |
| Mogiła            | 3,5          | 201,43       | 16.712  | 82,99   | 48          |
| RAZEM             | 21,3         | 1225,85      | 138.748 | 113,22  | 183         |
| ŚREDNIA           | 3,55         | 204,31       | 23.125  | 654,99  | 30,5        |

Powierzchnia cyrkułu krakowskiego zwiększyła się wielokrotnie 1 maja 1860, kiedy w jego granice wcielono zniesione cyrkuły wadowicki i bocheński.
| Bezirk      | Powierzchnia | Powierzchnia | Ludność | Ludność | Liczba gmin |
| Bezirk      | Mil²         | Km²          | Ogółem  | Os./km² | Liczba gmin |
| ----------- | ------------ | ------------ | ------- | ------- | ----------- |
| Bochnia     | 5,5          | 316,54       | 32.321  | 102,09  | 48          |
| Brzesko     | 4,4          | 253,22       | 25.789  | 101,88  | 41          |
| Dobczyce    | 4,9          | 281,99       | 20.956  | 74,34   | 56          |
| Niepołomice | 3,3          | 189,92       | 20.179  | 106,26  | 32          |
| Podgórze    | 2,1          | 120,86       | 17.744  | 146,83  | 32          |
| Radłów      | 4,9          | 281,99       | 20.956  | 74,34   | 38          |
| Wieliczka   | 2,5          | 143,88       | 23.043  | 160,17  | 48          |
| Wiśnicz     | 5,4          | 310,77       | 26.642  | 85,72   | 39          |
| Wojnicz     | 4,4          | 253,22       | 19.011  | 75,06   | 45          |
| RAZEM       | 37,4         | 2152,39      | 206 641 | 95,98   | 379         |
| ŚREDNIA     | 4,16         | 239,15       | 22.960  | 103,63  | 42,11       |

| Bezirk    | Powierzchnia | Powierzchnia | Ludność | Ludność | Liczba gmin |
| Bezirk    | Mil²         | Km²          | Ogółem  | Os./km² | Liczba gmin |
| --------- | ------------ | ------------ | ------- | ------- | ----------- |
| Andrychów | 4,6          | 264,73       | 22.305  | 84,27   | 28          |
| Biała     | 4,1          | 235,96       | 26.890  | 114,01  | 31          |
| Jordanów  | 7,1          | 408,61       | 22.461  | 54,99   | 26          |
| Kalwaria  | 4,8          | 276,24       | 24.167  | 87,44   | 40          |
| Kęty      | 4,4          | 253,22       | 24.653  | 97,36   | 20          |
| Maków     | 5,7          | 328,04       | 20.118  | 61,33   | 15          |
| Milówka   | 7,2          | 414,36       | 20,773  | 50,13   | 33          |
| Myślenice | 5,2          | 299,26       | 22.091  | 73,81   | 23          |
| Oświęcim  | 3,6          | 207,18       | 18.363  | 88,62   | 27          |
| Skawina   | 3,3          | 189,92       | 16.199  | 85,33   | 39          |
| Ślemień   | 5,1          | 293,51       | 20.922  | 71,29   | 22          |
| Wadowice  | 4,2          | 241,71       | 22.573  | 93,44   | 36          |
| Żywiec    | 7,2          | 414,36       | 26.526  | 64,04   | 33          |
| RAZEM     | 68,3         | 3936,09      | 327.071 | 83,11   | 413         |
| ŚREDNIA   | 5,25         | 302,77       | 25.159  | 75,75   | 31,77       |

Cyrkuł krakowski przetrwał do 1865 roku. Po nadaniu Galicji autonomii oraz powołaniu samorządu gminnego i powiatowego w 1865 zlikwidowano cyrkuły (Kreise), a dotychczasowe małe powiaty (Bezirke) w liczbie 179, zostały w ramach kolejnej reformy administracyjnej (23 stycznia 1867) zastąpiono przez 74 większych powiatów.